# 伊達宗定

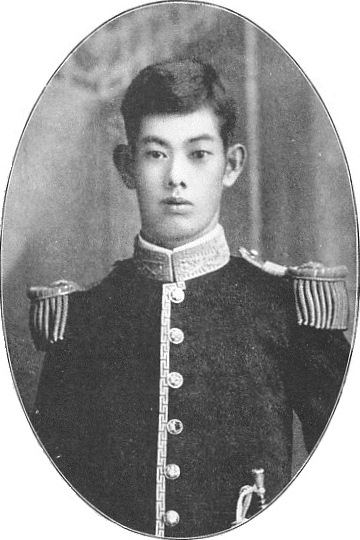
伊達宗定

伊達 宗定（だて むねさだ、明治3年11月4日（1870年12月25日） - 昭和18年（1943年）3月10日）は、伊達氏伊予吉田藩主家10代当主。子爵。

## 概要
父は伊予吉田藩最後の藩主・伊達宗敬。生母は宗敬の先代である伊達宗孝の娘。妻は元鶴田藩主・松平武聰の娘・清子。子に宗起、定宗。
幼名は鶴若。明治9年（1876年）11月21日、幼くして家督を相続する。明治17年（1884年）、子爵となる。後に侍従となる。昭和12年（1937年）3月29日に隠居し、長男の宗起に家督を譲る。昭和15年（1940年）8月2日に宗起が34歳で死去すると、分家していた次男の定宗に翌年家督を相続させた。昭和18年3月10日薨去。戒名は養徳院殿大安宗定大居士。

## 栄典
- 1895年（明治28年）12月20日 - 正五位[1]
- 1915年（大正4年）12月28日 - 従三位[2]
- 1925年（大正14年）1月14日 - 正三位[3]